# Gerhard von Mickwitz
Gerhard Kurt Leopold von Mickwitz (* 13. Juli 1929 in Rossieny, Litauen; † 24. Februar 2020 in Lüneburg) war ein deutscher Veterinärmediziner und Hochschullehrer.

## Familie und Schulbesuch
Seine Eltern (Pastor Gottfried von Mickwitz und Agnes von Berg) stammen aus alten deutschbaltischen Familien. Nach der Übersiedlung der Familie nach Ostpreußen besuchte Mickwitz von 1935 bis 1944 die Schule in Treuburg; vor Kriegsende wurde er aber noch zu Schanzarbeiten und als Kurierfahrer für die Luftwaffe eingezogen. Den Schulbesuch setzte er von 1946 bis 1950 am Carl-Hunnius-Internat in Wyk auf Föhr fort; das Abitur legte er 1951 in Berlin ab.
Mickwitz war mit Gabriele geb. Sticinsky verheiratet; sie haben vier Kinder.

## Studium und Beruf
Mickwitz begann sein Studium der Veterinärmedizin in Hannover und wechselte für 2 Semester nach München, wo er Mitglied der baltischen Verbindung Fraternitas Dorpatensis zu München wurde; er schloss das Studium in Hannover mit dem Staatsexamen 1957 ab. Nach einer Praktikantenzeit promovierte er 1959 an der Tierärztlichen Hochschule Hannover zum Dr. med. vet. Danach wurde er Assistent an der Klinik für kleine Klauentiere und forensische Medizin in Hannover und Leiter der Ambulatorischen Klinik der Tierärztlichen Hochschule. Nach seiner 1968 erfolgten Habilitation für das Fachgebiet „Schweinekrankheiten“ war er in verschiedenen Funktionen an der Tierärztlichen Hochschule Hannover tätig. Er erhielt die Anerkennung als Fachtierarzt für Allgemeinpraxis und für Schweine. 1979 erfolgte seine Berufung auf den Lehrstuhl für Krankheiten des Schweines und Gerichtliche Veterinärmedizin am Fachbereich Veterinärmedizin der Freien Universität Berlin. Um den Berliner Studierenden genügend Praxis in der Bestandsbetreuung von Nutztieren zu ermöglichen, baute er als Außenstelle die Tierärztliche Ambulanz Schwarzenbek der FU Berlin auf; nach der Wende und der Neustrukturierung der universitären Veterinärmedizin in Berlin wurde die Ambulanz 1997 geschlossen.

## Tierschutz
Sein Forschungsinteresse galt besonders dem Tierschutz: er untersuchte dabei Transportbedingungen; Stressbelastung, rheumatoide Krankheiten und Schlachthofverhältnisse. Im Auftrag der Europäischen Gemeinschaft arbeitete er 1975 bis 1979 an einer Studie zur Qualität von Betäubungsarten vor der Schlachtung und zum Tierschutz am Schlachthof in 9 EG-Staaten. 1971–1981 war er Mitglied der Sachverständigengruppe „Tierschutz - Beförderung von Tieren“ im Bundesministerium für Ernährung in Bonn. Seit 1988 war er Vorstandsvorsitzender der Erna-Graff-Stiftung für Tierschutz in Berlin; 2004 wurde er deren Ehrenvorsitzender. Mickwitz initiierte 1993 die Gründung des „Beratungs- und Schulungsinstituts für schonenden Umgang mit Zucht- und Schlachttieren“. 1996 erhielt er dafür den „Dr. Wilma von Düring-Forschungspreis“. Für seine Verdienste um den wissenschaftlichen Tierschutz wurde er 2003 mit dem Verdienstkreuz 1. Klasse der Bundesrepublik Deutschland ausgezeichnet.

## Nachberufliche Tätigkeit
Nach seiner Emeritierung 1996 organisierte und leitete er regelmäßig über 10 Jahre kulturhistorische Reisen in die Heimat seiner Vorfahren nach Estland und Lettland.

## Veröffentlichungen
- Beitrag zur Dasselbekämpfung: Waschungen und Besprühungen mit Asuntol. Diss. Hannover 1959.
- Übersicht zur Schlachttierbetäubung in den Mitgliedsstaaten der Europäischen Gemeinschaft. 1976. (mit T. M. Leach)
- Schulze, Bickhardt, Bollwohn, v. Mickwitz, Plonait: Klinik der Schweinekrankheiten. Hannover 1980.
- Das Veterinärwesen. In: Jürgen Ziechmann (Hrsg.): Panorama der Fridericianischen Zeit. Friedrich der Große und seine Epoche. Ein Handbuch. Bremen 1985. S. 353 f.
- Das Berliner Colloquium „Veterinärmedizin und Probleme der Zeitgeschichte“. Eine Gegenüberstellung tierärztlicher Erfahrungen in DDR und Bundesrepublik. Berlin 1997. (mit Martin Fritz Brumme)
- Deutschbaltisches Unternehmertum. Versuch, ein vernachlässigtes Thema aufzugreifen. In: Jahrbuch des baltischen Deutschtums 2010, S. 55–88.